# 野中卓也
野中卓也（日语：／ Nonaka Takuya，1967年—），日本男性動畫導演、動畫演出家、動畫師。

## 人物
ufotable所屬。1999年起與同行近藤光招集動畫師，翌年2000年在東京都北池袋的舊公寓創立動畫公司ufotable。
2009年，另外招集新手動畫師，在德島成立ufotable德島分工作室。

## 參加作品

### 電視動畫
- 天地無用！（1995年，原畫、動畫檢察）
- 異次元的世界（1995年－1996年，原畫）
- 魔法少女砂沙美（1996年—1997年，原畫）
- 吸血姬美夕（1997年—1998年，原畫）
- 大運動會（1997年—1998年，演出補佐、演出助手、原畫）
- 羅德斯島戰記 -英雄騎士傳-（1998年，演出）
- Night Walker -深夜徘徊者-（日语：Night Walker -真夜中の探偵-）（1998年，演出、原畫）
- 危險調查員（1998年—1999年，原畫）
- 快傑蒸氣偵探團 TV ANIMATION SERIES（1998年—1999年，原畫）
- 課長王子（1999年，演出）
- 平行世界物語（日语：デュアル!ぱられルンルン物語）（1999年，演出、原畫）
- 麻煩巧克力（日语：トラブルチョコレート）（1999年—2000年，原畫）
- 臣士魔法劇場 死神☆天使（日语：臣士魔法劇場 リスキー☆セフティ）（1999年－2000年，原畫）
- 幻影死神（2000年，原畫）
- 銀河冒險戰記（2000年，原畫）
- 破邪巨星G彈劾凰（2001年，演出）
- 花右京女侍隊（2001年，分鏡、演出）
- 棋魂（2001年—2003年，分鏡、演出）
- 拜託了☆老師（2002年，分鏡、演出）
- 拜託了☆雙子星（2003年，分鏡、演出）
- 急救超人兵團（2003年，系列導演、分鏡、演出、原畫）
- 花右京女侍隊 La Verite（2004年，導演、分鏡、演出、原畫）
- 2×2忍傳（日语：ニニンがシノブ伝）（2004年，演出、原畫）
- DearS（2004年，原畫）
- 雙戀 Alternative（2005年，分鏡、原畫）
- 星際海盜（2006年，導演、分鏡、演出）
- 校園烏托邦 學美向前衝！（2007年，原畫）
- Fate/Zero（2011年—2012年，分鏡、演出、演出補佐）
- Fate/stay night [Unlimited Blade Works]（2014年—2015年，分鏡、演出）
- 噬神者（2015年，演出）
- 熱情傳奇 The X（2016年，演出）
- 活擊 刀劍亂舞（2017年，演出）
- 衛宮家今天的餐桌風景（2017年—2018年，原畫）
- 鬼滅之刃 竈門炭治郎 立志篇（2019年，分鏡、演出、原畫、第二原畫）

### 電影動畫
- 新世紀福音戰士劇場版：Air/真心為你（1997年，原畫）
- 劇場版 幸運女神（2000年，原畫）
- 空の境界 殺人考察 (前)（2007年，導演、原畫）
- 空之境界 痛覺殘留（2008年，第2原畫）
- 空之境界 殺人考察 (後)（2009年，導演[注 1]、分鏡、演出／共同）
- 空之境界 終章（2010年，演出）
- 空之境界 未來福音（2013年，演出協力）

### OVA
- 機動警察（1988年，動畫）
- 暗黑神話（1990年，動畫）
- 魔法少女砂沙美（1995年－1997年，動畫）
- ARMITAGE III（日语：アミテージ・ザ・サード）（1995年，原畫、動畫檢察）
- 神秘的世界（1995年—1996年，原畫、動畫）
- Ninja者（日语：Ninja者）（1996年，原畫）
- 實乃里Scramble！（2012年，導演、分鏡、演出）

### 遊戲
- 召喚夜響曲5（2013年，OP導演、分鏡、演出）

## 腳註

## 相關項目
- 日本動畫師列表（日语：アニメ関係者一覧）
- ufotable

## 外部連結
- 野中卓也 （页面存档备份，存于） （日語）—allcinema（日语：allcinema）
- 野中卓也 （页面存档备份，存于） （日語）—KINENOTE
- 野中卓也 （页面存档备份，存于） （日語）－電影.com（日语：映画.com）
- 野中卓也 Movie Walker （页面存档备份，存于） （日語）
- 野中卓也 （页面存档备份，存于） （日語）—電視劇資料庫（日语：テレビドラマデータベース）